# Aida Folch
Aida Benítez Folch (Reus, Baix Camp, 24 de novembre de 1986) és una actriu catalana.
Va iniciar-se en el cinema en l'adolescència, treballant al film El embrujo de Shanghai (2002) de Fernando Trueba, elegida entre 3.000 adolescents que es van presentar a les proves. Pocs mesos després va ser elegida per participar en Los lunes al sol (2002), de Fernando León de Aranoa. Més endavant va participar en Salvador (2006) i a 25 kilates (2008), que li va valer la Biznaga de Plata al Festival de Màlaga. El 2012 va protagonitzar la pel·lícula El artista y la modelo de Trueba, rodada en francès i per a la qual va estudiar l'idioma a fi de poder interpretar el seu personatge, que va valer-li una primera nominació a millor actriu protagonista als Goya.
Ha treballat també a França, Itàlia, Alemanya, Regne Unit, Mèxic i Estats Units.
També ha participat en sèries de televisió. Es va fer especialment coneguda per la seva aparició a Cuéntame cómo pasó (2008-2013) de Televisió Espanyola, interpretant el personatge de Françoise Alcántara. Entre 2020 i 2022 ha aparegut a la sèrie Madres d'Amazon Prime.

## Filmografia

### Cinema
- El embrujo de Shanghai (2002)
- Los lunes al sol (2002)
- La mirada violeta (2004)
- Fi de curs (2005)
- Aquitània (2005)
- Salvador (Puig Antich) (2006)
- Les vides de Cèlia (2007)
- El artista y la modelo (2012)
- I Love my Mum (2018)
- La cinta de Álex (2019)
- Miró (2023)

### Televisió
- Cuéntame cómo pasó (2008-2013)
- No estás sola, Sara (2009)
- Cites (2015)
- El Ramon de les Olives (2016)
- Sé quien eres (2017)
- Vida privada (2018)
- Madres. Amor y vida (2020-2022)

## Premis i nominacions
Nominacions
- 2012: Goya a la millor actriu per El artista y la modelo